# 南勢溪
南勢溪（「南方河流」之意）位於台灣北部，是新店溪的源流之一，也是臺北自來水的主要水源（位於北勢溪的翡翠水庫則為輔助水源），全長約45公里，流域面積332平方公里，流域涵蓋新北市烏來區全境及新店區南端一小部分。

## 地理
南勢溪源頭位於棲蘭山與拳頭母山之間的松羅湖，先向東北流至哈盆後轉向西北流，至福山匯集扎孔溪、大羅蘭溪兩大支流後轉向北流，經信賢、屯鹿至烏來，在此匯集最大支流桶後溪，隨後經忠治後出烏來區境，於新店區之龜山與北勢溪交會，改稱為新店溪而終止。
南勢溪源頭至哈盆一段、下盆至烏來一段、以及哈盆溪、札孔溪、大羅蘭溪、加九寮等之河谷地形為縱谷，地形寬闊，兩岸易有河階及氾濫平原。南勢溪哈盆至福山一段、福山至下盆一段、烏來至忠治一段、以及內洞溪、桶後溪、阿玉溪等河谷地形為縱谷，地形深狹，兩岸坡度陡峻。烏來至信賢之南勢溪谷，因東岸出露之地層為硬質頁岩與淤泥岩互層為主之大桶山層，高度可達數百公尺，攬勝橋至烏來瀑布間一段並有「遊仙峽」之美稱。

## 景點
南勢溪上游有農委會林業試驗所的福山植物園，是一座具有研究及教育性質的天然植物生態園區，一般民眾需事先申請核可始能入園。該園雖然位於新北市境內，但因位置偏遠，一般均從宜蘭縣進出。
南勢溪下游另有內洞森林遊樂區、烏來風景區等景點，為大台北地區著名的旅遊勝地。

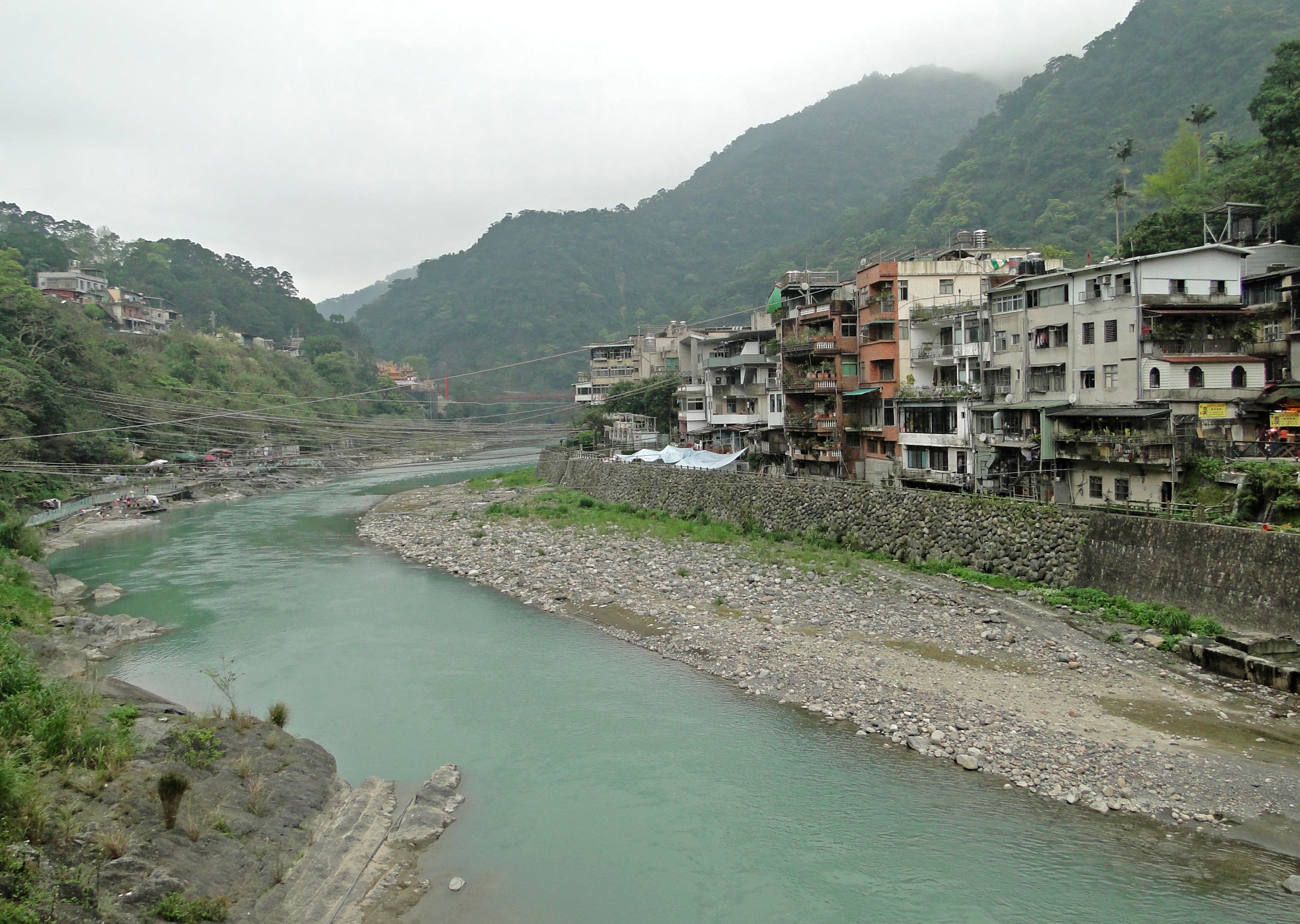
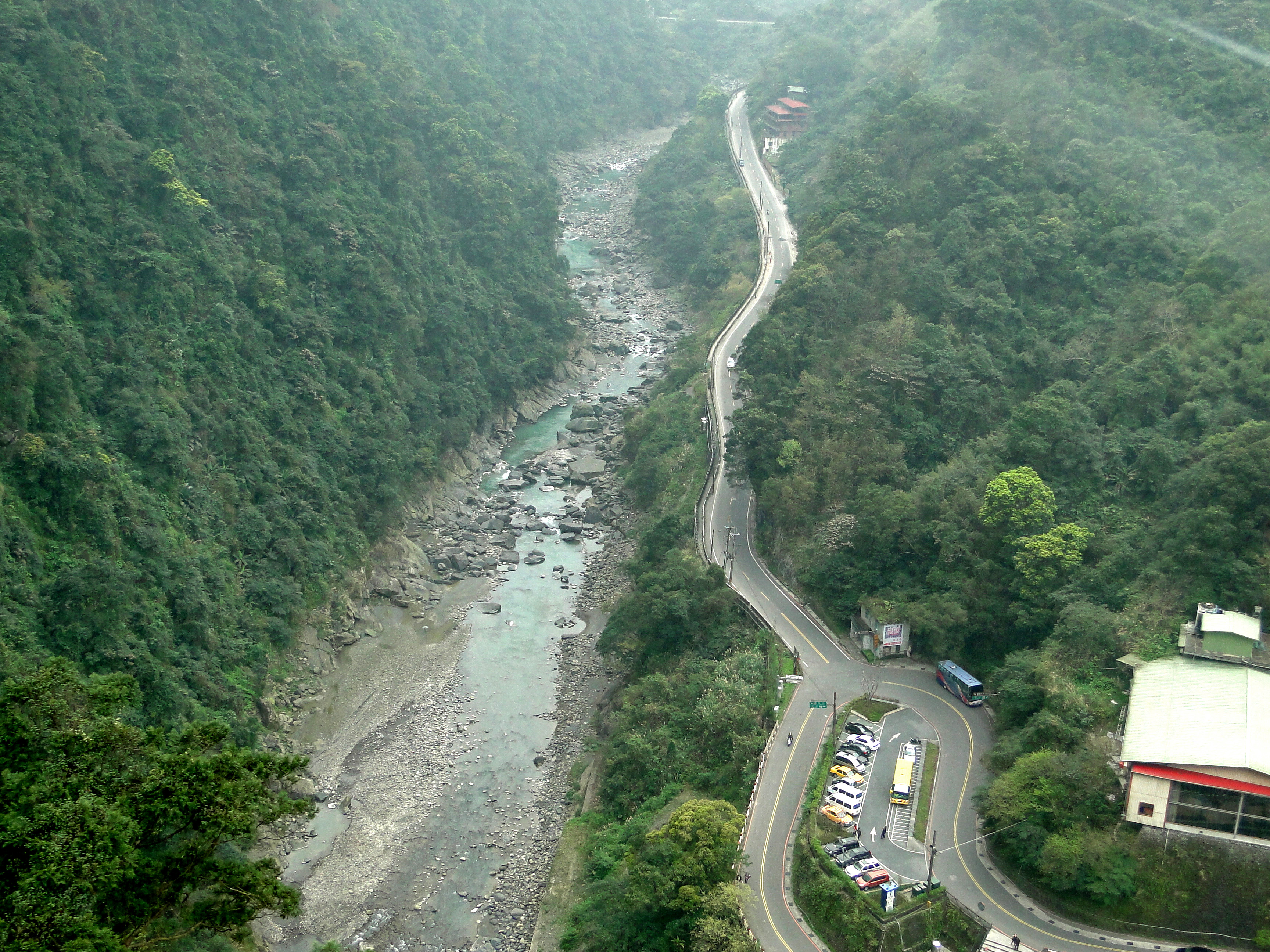
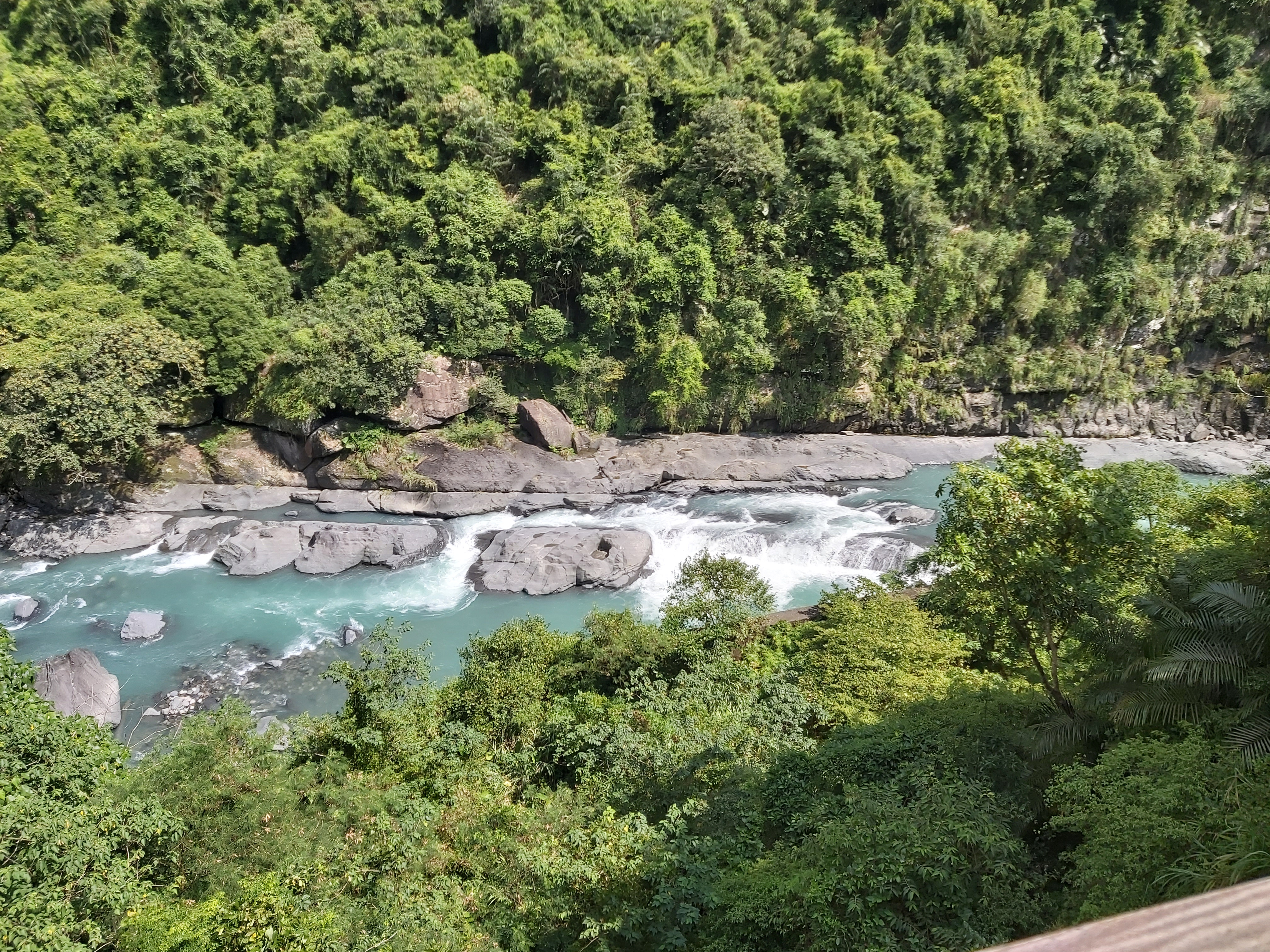

## 南勢溪主要支流
- 南勢溪：新北市新店區、烏來區－45公里
  - 加九寮溪：新北市烏來區
  - 桶後溪：新北市烏來區
    - 阿玉溪

  - 烏砂溪：新北市烏來區
  - 內洞溪：新北市烏來區
  - 五重溪：新北市烏來區
  - 斯其野溪：新北市烏來區
  - 大羅蘭溪：新北市烏來區
    - 山車廣溪
    - 馬岸溪

  - 扎孔溪：新北市烏來區
  - 波露溪：新北市烏來區
  - 露門溪：新北市烏來區
  - 哈盆溪：新北市烏來區
  - 烏來溪：新北市烏來區